# Adikavi Nannaya University
Adikavi Nannaya University är ett universitet i Indien som fokuserar på matematik, datavetenskap och geo-information. Universitetet ligger i distriktet East Godāvari och delstaten Andhra Pradesh, i den sydöstra delen av landet, 1 400 km söder om huvudstaden New Delhi. Adikavi Nannaya University ligger 79 meter över havet.